# ジェイムズ・サリバン (州知事)
ジェイムズ・サリバン（英: James Sullivan、1744年4月22日 - 1808年12月10日）は、アメリカ合衆国マサチューセッツ州の弁護士、政治家である。マサチューセッツ州最高司法裁判所初期の陪席判事であり、長年州検事総長を務め、1807年から死亡した1808年12月までマサチューセッツ州知事だった。
サリバンはメイン州バーウィック（当時はマサチューセッツ湾直轄植民地）で生まれ育ち、兄のジョンと共に法律を勉強した。法律実務を行って成功した後、アメリカ独立戦争の時にはマサチューセッツ政府と積極的に関わるようになり、1776年にはマサチューセッツ邦の最高裁判所判事に指名された。州憲法起草に関与し、アメリカ合衆国憲法批准のための州会議に参加した。1782年に判事を辞した後は法律実務に戻り、その後の1790年にマサチューセッツ州検事総長に指名された。判事や検事総長を務めた間に、イギリス支配の時代から独立アメリカへの移行の一部として州法の起草と改定を担当した。検事総長時代にメイン州とカナダのニューブランズウィック州の国境確定を行った委員会で働き、また人目を引いた殺人事件数件を担当した。
サリバンは党派の活動家であり、民主共和党を支持し、ジェファーソンの共和政理想主義に傾倒した。その政治的経歴の中でジョン・ハンコックとサミュエル・アダムズを支持し、州内の新聞での政治的対話では、多くの仮名の下に寄稿することが多かった。州知事に何度か挑戦したが、1807年にやっと当選した。しかしその2期目（2年目）中に死亡した。
サリバンは政治に関わったことに加え、慈善と事業にも関わった。ミドルセックス運河、ボストンとケンブリッジの間で最初の橋の指導的推進者であり、ボストン初の公共上水道開発では提案者だった。マサチューセッツ歴史協会の設立会長であり、その他の慈善組織では様々な会員だった。出身地のメインについて最初期の歴史書を執筆し、土地の権利について法律書を書いた。法学歴史家のチャールズ・ウォーレンは、サリバンが当時のマサチューセッツで最上級に重要な法律面の人物だったとしている。

## 経歴

### 生い立ちから独立戦争まで
ジェイムズ・サリバンは1744年4月22日に、当時はマサチューセッツ湾直轄植民地、現在はメイン州のバーウィックで、ジョン・サリバンとマージェリー・ブラウン・サリバン夫妻の四男として生まれた。サリバンの父はアイルランドのリムリック県の出身であり、母は父が乗って来た船にのっていた子供だった。母が成長したときに、父が求婚して結婚した。父はバーウィックで学校の教師、かつ農夫だった。サリバンは家で教育を受けた。子供時代の事故で足が砕け、軍人になりたいという望みが絶たれてしまった。若い頃にてんかんにも苦しめられ、人生の残りも概して穏やかだが発作があった（ただし長時間続くこともあった）。足の傷が快復しているときに、大いに本を読み、ラテン語や古典を学んだ。兄のジョンは法律を学んでおり、弟にも法律の本を渡し訓練を行うよう指示を受けていた。サリバンは現在のニューハンプシャー州ダーラムで兄の法律実務について法律を勉強し、最終的にマサチューセッツの法廷弁護士として認められた。現在のメイン州ジョージタウンで法律実務を始め、それから間もなくビデフォードに移り、町で最初の弁護士になった。1768年、サリバンはヘッティ・オディオーンと結婚した。ヘッティはニューハンプシャー州ポーツマスで成功した商人の娘だった。
サリバンの法律実務は繁盛し、30歳までにヨーク郡でも指導的な市民の一人になっていた。ボストンを本拠にする商人の事業の代理人として働くことで、法律実務の収入を補った。その商人の中にはボストンでも最大級に裕福な者だったジョン・ハンコックがいた。土地の権利を守る弁護士としての仕事に対して、サリバンは1773年に弁護した権利の1つの中で土地を提供された。サリバンはこれを受け取り、父の生まれ故郷にちなんで、リムリック・プランテーションと名付け、組織化した。1775年、サリバンは町への入植を助け（自ら開墾を支援した）、1787年3月6日にはリムリックの町として法人化された。ジョン・アダムズに拠れば、サリバンは仕事の報酬を使って農地や工場など地元の不動産に投資していた。

### 独立戦争
サリバンはアメリカの独立に繋がるイギリスの植民地政策に対する反対を当初から唱える者だった。1774年、植民地議会の代議員に選ばれた。議会が6月に招集されたとき、サリバンは大陸会議開催を要求する指導者だった。トマス・ゲイジ総督が議会の次の会合を10月まで遅らせたとき、代議員達だけで会してマサチューセッツ植民地会議を設立した。この会議体が、独立戦争初期に事実上マサチューセッツを支配するものになった。サリバンは植民地会議議員を務めることに加え、ヨーク郡で植民地防衛を指揮する組織者であり、その通信委員会などの委員も務めた。1775年、事実上ベネディクト・アーノルドの支配下にあったアップステート・ニューヨークのタイコンデロガ砦で軍隊と施設を検査する委員会の一部として派遣された。アーノルドはマサチューセッツの大佐に任官され、イーサン・アレンの助けを得て砦を占領することに成功していた。この骨の折れる旅により、サリバンはその後数か月も病気になっていた。

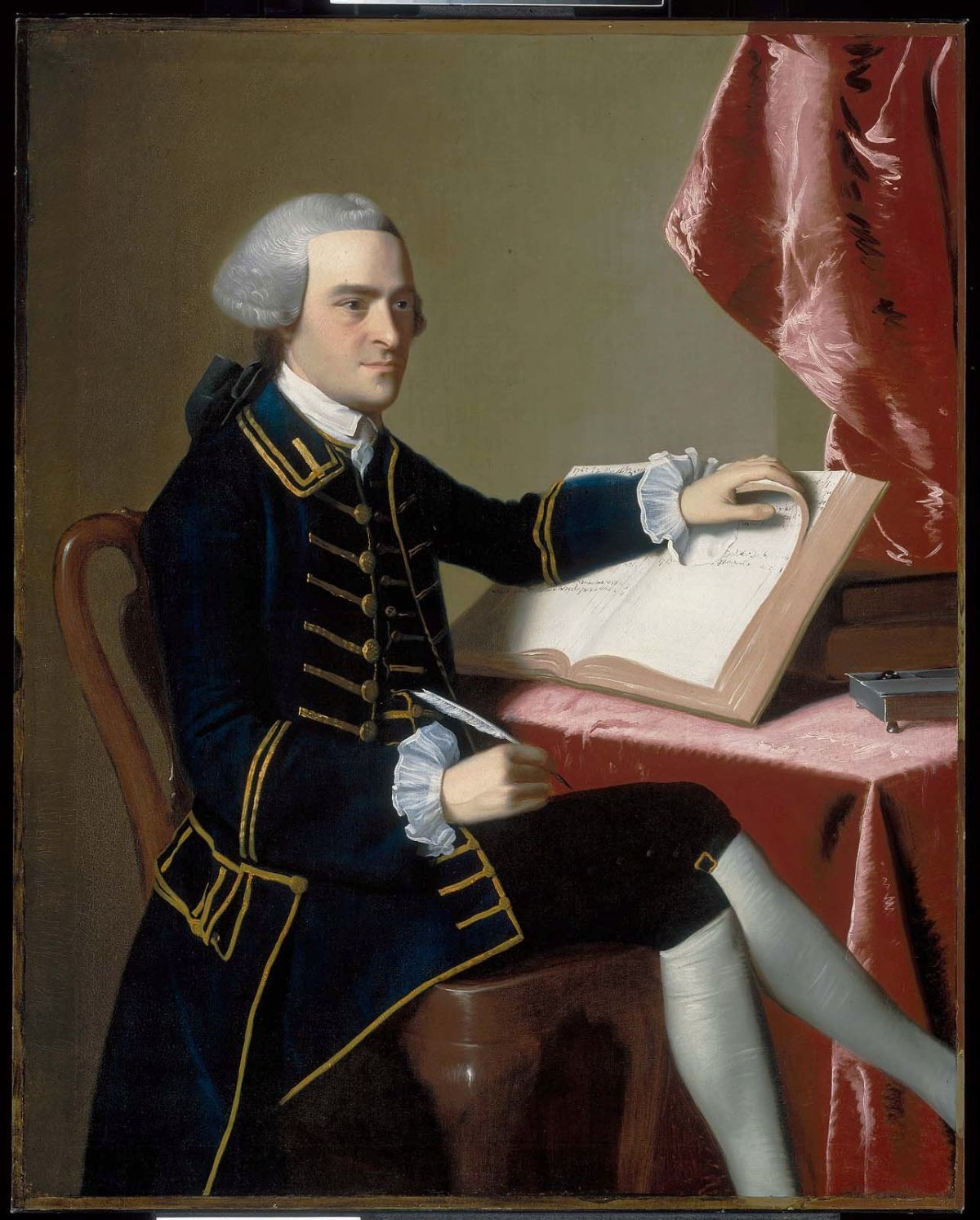
ジョン・ハンコック

1775年終盤、サリバンはマサチューセッツ邦海軍を設立する法を起草する委員会の委員になった。その法により、海軍裁判所のために3つの地位が設定された。サリバンは他の任務に加えて、東部地区（すなわち現在のメイン州）の海軍判事に指名された。植民地会議で務めている間に、数多い法律を起草し、多くの委員会で疲れを知らぬ活動を行った。1776年3月、マサチューセッツ邦最高司法裁判所判事に指名されたときにこの職を辞した。

### 判事の職と戦後の活動
サリバンがマサチューセッツ邦最高司法裁判所判事に指名されたとき、その地位はイギリス当局にはっきりと対抗するものであるために、特に危険なものとみられた。イギリスが反乱を鎮めることに成功した場合、その地位にある者は命を危険に曝すものと考えられた。サリバンが審問した注目すべき事件は「マサチューセッツ植民地対ナサニエル・ジェニソン事件」の予備審問であり、1783年の裁判所が奴隷制度は州憲法と相容れないと裁定したいわゆるクオク・ウォーカー事件の1つだった。サリバンは公然と奴隷制度に対する反対を表明し、その著作の中でこの問題は将来論議を呼ぶものになると予言していた。
サリバンはマサチューセッツ憲法を起草した1779年の会議に参加した。1780年から1782年、サリバンと裁判所の他の判事は州法と憲法を調和させるために活動し、旧法を改定したり撤廃したりして、新しい方の起草を助けた。
1779年、サリバンはハーバード大学から名誉博士号を贈られた。判事は1782年まで務め、その給与が支出を支えられなかったために、その違いを埋められなかったので、辞任した。ボストンで法律事務所を開き、メノトミー（現在はアーリントン、当時はケンブリッジの一部）にあった家屋に移転した。1782年から1783年までは連合会議のマサチューセッツ代表に選ばれたが、この時も財政的な理由で出席しなかった。しかし、邦の政治では活動的であり知事のジョン・ハンコック、続いてサミュエル・アダムズを支えた。著作の方でも多作であり、様々な仮名でマサチューセッツの多くの新聞で起こっていた政治的議論に投稿することが多かった。
1787年、サリバンはシェイズの反乱に参加したことで告発された個人の弁護に参加した。この反乱はその前年に州内の田園部で始まっていた。この行動でマサチューセッツ法曹界の忠誠心ある政府寄りメンバーから批判されることになった。
1788年、マサチューセッツ邦がアメリカ合衆国憲法の批准について議論したとき、サリバンはその憲法に対する保留を表明した政治家の一人だったが、総体的には批准を支持した。その議論の中で会議は条件付きで憲法を採択し、連合議会がその一連の修正のための検討を行い行動することに委ねるという提案を行った。サリバンが提案した7項目の修正は、主に連合議会と裁判所の譲歩で州の権限を増すように考えられていた。例えば、連邦の犯罪で告発された個人に、州の最高裁判所が「人身保護」令状を発行できるようにすることだった。

### 検事総長
ジョン・ハンコックがサリバンの支持に応えて、1790年に州の検事総長に指名し、サリバンはその職を1807年まで務めることになった。民主共和党を支持していたが、その見解は比較的中道であったので、州内で連邦党が優勢であったにも拘わらず、その地位を長く保持できた。
アメリカの独立後、サリバンの法的仕事の多くは共和政の理想主義によって枠組みを作られていた。その共和主義は、夫人、子供、少数民族を含む個人の権利の幅広い支持で表明され、ジョン・アダムズなど同時代人への手紙で明らかにされており、弁護士として議論した事件や判事として出した判決に表わされていた。検事総長として既婚夫人の権利をロイヤリストが取り返そうという動きに対して州を弁護し、ロイヤリストのウィリアム・マーティンの妻は問題となる資産の権利を放棄していたと論じた（当時の夫人は「見せかけ」のコモン・ローの原則の下にほとんど権利を持っていなかった）。

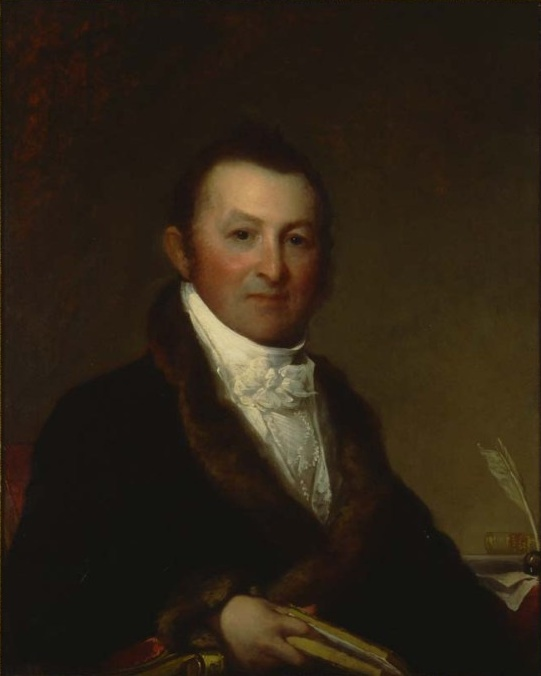
ハリソン・グレイ・オーティス、ギルバート・ステュアート画

サリバンは、国から逃げ出した、あるいはイギリスと共に戦ったロイヤリストの資産を押収することを支持したが、のちにはその資産を回収しようとするロイヤリストである友人を顧客にすることもあった。出身地であるメインでは、混合した記録が残っており、大規模な土地資産に対して州を代表したが、ロイヤリストからの仕事も引き受けていた（州内で最も強力な政治家数人を含んでいた）。メインにおける土地の権利を巡る複雑な難しさに関する興味によって、1801年には『マサチューセッツ州における土地権利の歴史』と題する影響力ある著作を著すことになった。
サリバンが検事総長である間に告発した有名になった2つの事件はどちらも刑事事件だった。1801年、デダムの殺人者ジェイソン・フェアバンクスを告発した。フェアバンクスはその弁護人として連邦主義者のハリソン・グレイ・オーティスを雇っていた。フェアバンクスは土地の女性を殺した罪で有罪となったが、その判決後に逃亡し、最後はカナダ国境近くで捉えられ、絞首刑にされた。サリバンとオーティスは、1807年にチャールズ・オースティン殺害の容疑で告発されたトマス・セルフリッジの世間を騒がせる裁判で、再度対峙した。年長の連邦主義弁護士であるセルフリッジは、オースティンの共和主義者である父から負債を集めることを支援するために雇われていた。ボストンで当時政治的に難しい状況にあった中で、セルフリッジは自身の安全に関する脅威を感じ、決闘用の拳銃で武装していた。息子のオースティンは自身の考えによりセルフリッジを杖で殴ろうと考えており、セルフリッジはそのオースティンと出逢ったときに、拳銃で撃って致命傷を負わせた。セルフリッジは、オーティスやクリストファー・ゴアを含む連邦主義弁護士幹部によって弁護されており、愛国者で連邦主義者のポール・リビアが長を務めた陪審員によって無罪と判断された。
サリバンは検事総長を務めている間であっても個人的な法律実務を続けていた。40年間以上の経歴の中で、その実務は州内で最大級かつ最も成功している部類だった。海事法に関しては専門家だと認められており、法学歴史家チャールズ・ウォーレンに拠れば、当時のマサチューセッツ州で最も重要な法律家の一人として言われていた。

### メイン州・ニューブランズウィック州国境設定委員会

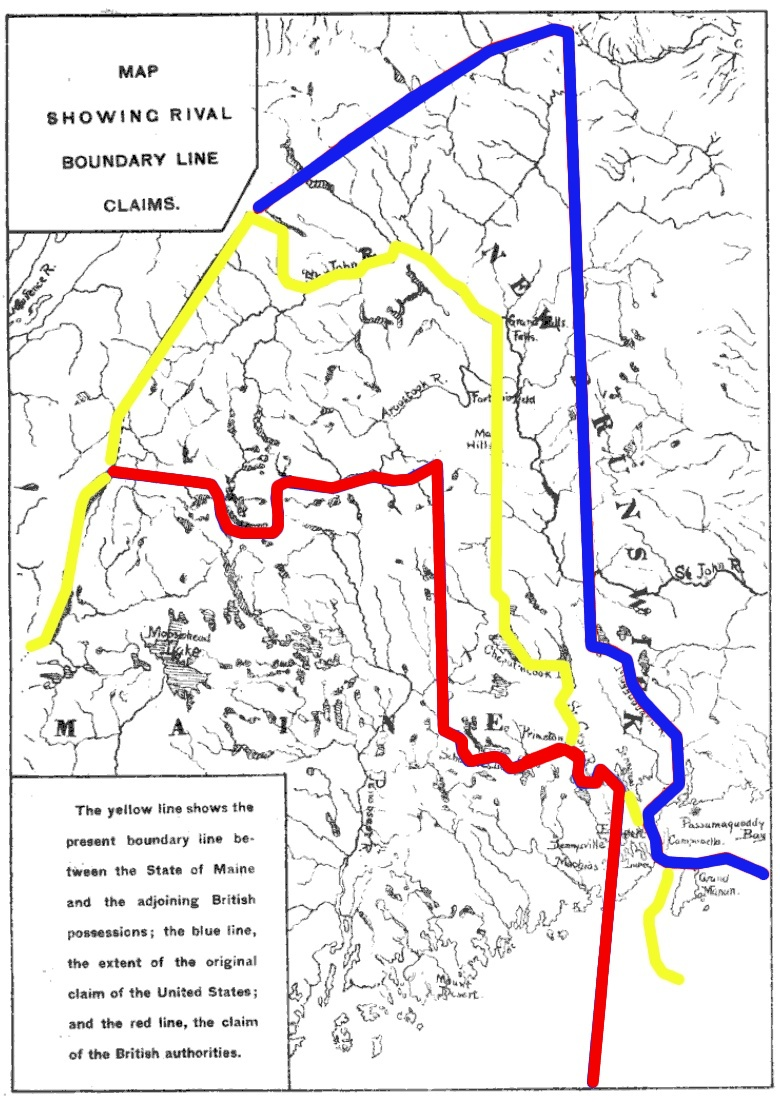
国境論争があった地域の地図。イギリスは赤線を、アメリカは青線を主張し、黄線で落ち着いた

1796年、サリバンはアメリカ合衆国国務長官ティモシー・ピカリングから、ジェイ条約の条件下でメインとイギリス領（現在のカナダ）ニューブランズウィック植民地との間の国境を正式なものとする二国間委員会の、アメリカ側代理人に指名された。国境の南側部分は、アメリカ独立戦争を終わらせた1783年のパリ条約で、セントクロア川と定義されていたが、当時のこの地域はほとんど人が住まず、測量もほとんど行われず、地域の地図には名称を付けられた川にも矛盾するものを含んでいることがあったので、どの川が実際に有効な国境になるのか問題があった。
サリバンの任務は地域の地図や法的に有効な文書を集め、どれを境界とすべきかアメリカ合衆国のために法的な根拠を示すことだった。マサチューセッツの古文書から資料を探すことに加え、まだ測量が十分でない遠隔のパサマコディ湾を探検することに多くの時間を使い、マガグアダビック川が条約交渉担当者によって意図された川である根拠を示そうとした。1604年にフランス人が川の中にある島に入植した場所がどの川であるかを決めるために委員や代理人が地域を探検し、測量を命じた。その測量でセントクロア島の入植地の証拠を突き止め、その後委員会は現在のセントクロア川と呼ばれるものに南側の国境を定めた。湾の中の幾つかの島の処分は解決されず、国境の北側の部分が設定されたのは1842年のウェブスター＝アッシュバートン条約が締結されてからになった。

### 州知事
サリバンは1797年と1798年に共和党から州知事候補の指名を受けたが、連邦党のインクリース・サムナーに敗れていた。1798年の場合はXYZ事件の後であり、連邦党に有利に働いたので惨敗になった。しかし共和主義もマサチューセッツ州で力を得始めており、サリバンは1805年と1806年にも州知事候補指名を得たが、どちらも人気のある現職知事ケイレブ・ストロングに敗れた。1806年、共和党はマサチューセッツ州議会を支配するようになり、それでストロングの僅差による勝利を否定しそうになった。票差は200票足らずであり、共和党が支配する議会は党のやり方で投票を精査することにし、ストロングの綴りを誤った票を無効にし、一方サリバンの名前の綴りを誤っていてもそのままにして、自党の候補者に有利なやり方で集計した。その結果、ストロングは当時の選挙で求められていた過半数に達していないことが明らかになった。今日であれば、多数を取っておれば良いはずだった。議会におけるストロングの連邦党同盟者はその投票分析の党利による性格を公開することができ、大衆の反発を招くことになった。ストロングが勝者だと宣言され、偏見のない分析でストロング有利に集計された。1807年、サリバンは再度ストロングに挑戦し、この時は東部の郡（現在のメイン州）を大差で制して圧倒的な勝利を得た。この年はニューイングランド中で共和党が勝利を得た年だった。

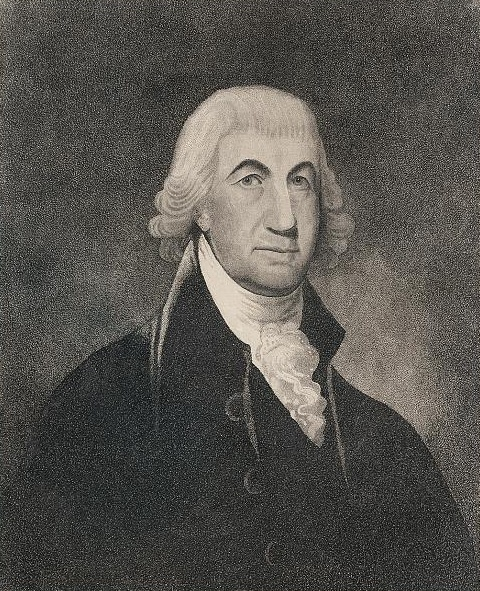
ケイレブ・ストロング

連邦党と共和党の間で過度に党派的な意見の不一致がある中で、サリバンはある面で中道であろうとしたが、当時ナポレオン戦争に巻き込まれていたイギリスとフランスとの貿易を禁止しようというトーマス・ジェファーソン大統領の政策を支持した。1807年通商禁止法は、マサチューセッツ州の港を本拠にする船舶運輸会社にかなり否定的な影響を及ぼしたので、連邦党はそれを利用して、ジェファーソンの政権から戦争の脅威が生まれていると主張し、1808年にはサリバンを追い落とそうとした。連邦党上院議員ティモシー・ピカリングは公開書状を書いて、戦争の見込みを取り上げ、ジェファーソンが継続している交渉において批判文書を出版できなかったことで告発した。続いてサリバンにはその書状を正式に議会に送るように求め、その内容についてサリバンの合意を示唆するという見解を示した。サリバンがそれを拒否し、連邦党はその事実を使って共和党が概して危害を及ぼしそうな情報を隠していると告発した。サリバンの防衛手段には連邦党の告発に対抗したジョン・クインシー・アダムズ上院議員による文書もあった。このことでサリバンが1808年にも再選されることを確実にするに十分であったが、議会の支配権は連邦党に戻った。共和党員は政治的な攻撃に対してサリバンの対処法に不満であり、政府において連邦党員を互恵関係のある地位から排除することを拒否したことにも不満だった。
連邦党が支配した議会は即座にサリバンと共和党に対する攻撃を始め、それに対してサリバンは即座に反応できなかった。1808年春、議会が5月に開会される前の時期に、サリバンの健康状態が悪化を始めたので（てんかんと「心臓の器質性疾患」）、主導権を掴めなかった。やっと議会で演説したとき、論争の政治的な側面に反応できず、外交的な問題を扱うために国内の統一を要求した。州内で進行している論争の性格についてジェファーソンに与えた警告が、ジェファーソンによってその精神面の減退の原因とされた。連邦党はサリバンの健康状態が不安定なことを認識し1808年アメリカ合衆国大統領選挙のための選挙人選出を送らせようとした。当時の選挙人は一般投票によらず、議会が選んでいたので、議会多数派の連邦党が選挙人を選べた。連邦党の選挙人名簿について拒否権を発動したであろうサリバンは、他の州の選挙がマサチューセッツ州の判断を左右してしまうことを期待して、黙認した。通商禁止のために食料不足となった場合に民間の争いを表面上避けるために、多くの例外項目を発行したので、二大政党の双方から政治的な批判を受けるようにもなった。
議会が11月に招集されたとき、一般投票で州の選挙人団を決めるというサリバンの提案を拒否し、共和党員の多くがボイコットした投票によって、大統領にチャールズ・コーツワース・ピンクニーを推す連邦党の選挙人名簿を選んだ。連邦党は大統領選挙で敗北するという、世間に広まっていた評価に基づき、健康の衰えていたサリバンは選挙人名簿を連邦議会に提出した。サリバンは1808年12月10日、州知事在任のまま64歳で死亡し、ボストンのグラナリー埋葬地で植民地総督リチャード・ベリンガムと共有する墓に埋葬された。

## 事業、経済開発、慈善
サリバンは政治と司法の活動に加えて、幅広い公的また慈善的な仕事に関わった。マサチューセッツ歴史協会の設立者かつ初代会長であり、アメリカ芸術科学アカデミーの創立会員であり、マサチューセッツ州慈善団体、インディアンの中の信仰伝播のための協会、会衆派教会牧師を支援した慈善団体に関わった。
サリバンはミドルセックス運河（1793年に建設開始）を監督する会社の推進役であり指導的役員だった。この運河は現在のローウェル（当時はイースト・チェルムズフォード）でメリマック川と、ボストン港を結び、サリバン自身から名前を付けられたサリバン広場近くで終わっていた。この運河には深く関わり、必要な土地を購入し、建設を監督した。これと同時期にチャールズ川を渡しボストンとケンブリッジを繋ぐ最初の橋を建設するために結成された会社にも関わり、またボストンでは最初の公共上水道であるジャマイカ池からの木製水道の開発では推進者だった。

## 家族と遺産
サリバンの兄たちはアメリカ独立戦争に積極的に参加した。兄のジョン、ダニエル、イーベン全てが大陸軍に仕えた。ジョンは大陸軍で功績を残した後に退役して、1779年にニューハンプシャー邦の政界に入った。イーベンは1776年のシーダーズの戦いで捕まり、モホーク族インディアンの中で捕虜として過ごし、その間に拷問を受けた。ダニエルも戦闘中に捕まり、イギリスの監獄船上で死んだ。メイン州サリバン町は、その地域の初期開拓者の一人だった兄のダニエルに因む命名である。ニューハンプシャー州の幾つかの地名はジョンにちなんで名付けられた。サリバンが州知事だった1808年、現在サリバン砦と呼ばれる小さな砦が、メイン州カレスに建設された。誰にちなんでそう名付けたかは不明である。イーストポート初期の歴史家が、ジョンとジェイムズをその候補者と考えているが、その砦の建設を命じたヘンリー・ディアボーンとの関係から、ジョンである可能性が強い。
サリバンと最初の妻のヘッティとの間には9人の子供が生まれ、その内2人が早世し、息子の1人は1787年にシェイズの反乱で民兵任務が大変だったために死んだ。ヘッティは1786年に死亡した。サリバンはニューハンプシャー州の政治家ジョン・ラングドンの姉妹で未亡人だったマーサ・ラングドンと再婚した。
サリバンはメイン州で永続する興味を持っていたので、メイン州初の歴史書である『メイン地区の歴史』（1795年出版）を著した。メイン州の歴史家チャールズ・クラークはサリバンの『歴史』が、完全な研究に基づいておらず、特にうまく書かれているものでもないが、「絵のようであり、ロマンティックであり、印象に残る自意識の無い国粋主義の表明」であると記している。サリバンは、メインが最終的にマサチューセッツ州から分離することになると予言しており、その理由として「メインは大きく人口があり、その状況は特殊であり、他の州の一部として長く残ってはおれない」としていた。

## 作品
- Sullivan, James (1784). Strictures in the Rev. Mr. Thatcher's Pamphlet. Boston: Benjamin Edes and Sons
- Sullivan, James (1795). The History of the District of Maine（メイン地区の歴史）. Boston: I. Thomas and E. T. Andrews. OCLC 15730995
- Sullivan, James (1801). The History of Land Titles in Massachusetts（マサチューセッツ州における土地権利の歴史）. Boston: I. Thomas and E. T. Andrews. OCLC 60728198